# Çiftlik (district)
Çiftlik is een Turks district in de provincie Niğde en telt 29.236 inwoners (2007). Het district heeft een oppervlakte van 422,0 km². Hoofdplaats is Çiftlik.
De bevolkingsontwikkeling van het district is weergegeven in onderstaande tabel.
| 1997   | 2000   | 2007   |
| ------ | ------ | ------ |
| 29.784 | 32.151 | 29.236 |